# 比斯坦斯-伊里贝里
比斯坦斯-伊里贝里（法語：Bustince-Iriberry，法語發音：[bystɛ̃s iʁibeʁi]）是法国大西洋比利牛斯省的一个市镇，位于该省西南部，属于巴约讷区。

## 地理
比斯坦斯-伊里贝里（43°11'1"N, 1°11'1"W）面积5.67 平方千米，位于法国新阿基坦大区大西洋比利牛斯省，该省份为法国东南部省份，涵盖了贝阿恩与北巴斯克，西临大西洋比斯開灣，北至朗德省，东北接热尔省，东临上比利牛斯省，南与西班牙接壤。
与比斯坦斯-伊里贝里接壤的市镇（或旧市镇、城区）包括：艾尼斯-蒙日洛斯、比叙纳里茨-萨拉斯凯特、雅克叙、拉卡尔、旧圣让。
比斯坦斯-伊里贝里的时区为UTC+01:00、UTC+02:00（夏令时）。

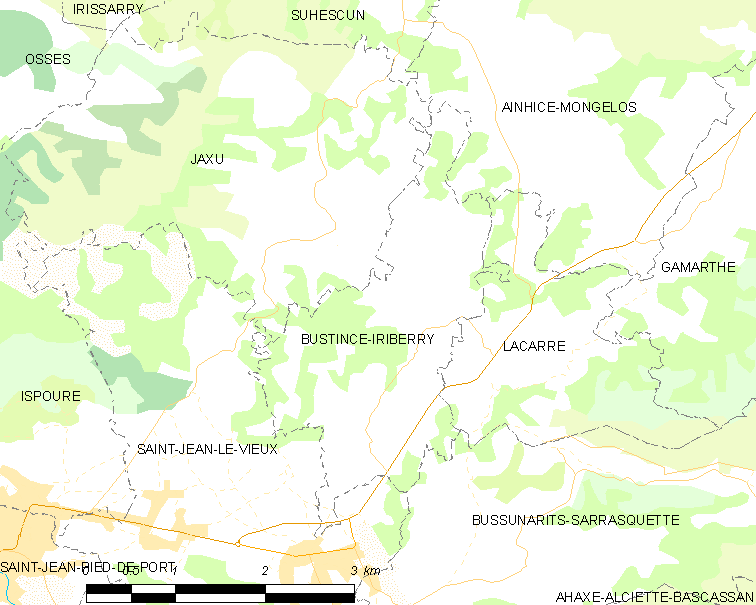
比斯坦斯-伊里贝里的OSM定位图

## 行政
比斯坦斯-伊里贝里的邮政编码为64220，INSEE市镇编码为64155。

## 政治
比斯坦斯-伊里贝里所属的省级选区为巴斯克山地县。

## 人口

1962-2008年间比斯坦斯-伊里贝里人口变化图示

比斯坦斯-伊里贝里于2022年1月1日时的人口数量为104人。